# O Dia em que o Brasil Esteve aqui
O Dia em que o Brasil Esteve Aqui é um documentário de 2005 que conta a história do Jogo da Paz - Um amistoso realizado em 2004 entre a Seleção Brasileira de Futebol, campeã do Mundo em 2002, e a Seleção Haitiana de Futebol.
| “ | "João Dornelas me ligou e sugeriu a ideia de fazermos o documentário sobre o jogo. Montamos uma equipe de cinco pessoas e ainda contratamos outra em Porto Príncipe. A gente não esperava tanto fanatismo. Não tenho dúvidas de que, se fosse qualquer outra seleção, não teria aquela comoção. Para se ter ideia, quando o Brasil ganhou a Copa América, em 2004, foram dois dias de feriado em Porto Príncipe!" | ” |

## Festivais

### Nacionais
- 2005 - O filme foi apresentado ao público na 29ª Mostra Internacional de Cinema de São Paulo de 2005.[3]
- 2008 - Festival SESC-SP de Melhores Filmes[4]

### Internacionais
- 2007 - 1º Brazilian Film Festival of Toronto - Canadá.[5]
- 2012 - I Tanz Cine Brazil Festival - Tanzânia[6]